# 1280-ті до н. е.

## Правителі
- фараон Єгипту Сеті І;
- цар Міттані Васашата;
- цар Ассирії Ададнерарі І;
- царі Вавилонії Назі-Марутташ та Кадашман-Тургу;
- цар Хатті Мутаваллі II;
- цар Еламу Хумбан-Нумена І.